# Marjorie Weaver
Pour les articles homonymes, voir Weaver.
Marjorie Weaver, née le 2 mars 1913 dans la ville de Crossville dans le Tennessee et morte le 1er octobre 1994 à Austin au Texas, est une actrice américaine. 

## Biographie
Elle naît à Crossville dans le Tennessee en 1913. Elle suit les cours de l'université du Kentucky puis ceux de l'université de l'Indiana. 
Au début des années 1930, elle travaille comme actrice, chanteuse et modèle. Après plusieurs rôles secondaires au cinéma, elle donne en 1937 la réplique à Ricardo Cortez dans le western The Californian de Gus Meins et partage l'affiche de la comédie J'ai deux maris (Second Honeymoon) de Walter Lang avec Tyrone Power, Loretta Young, Claire Trevor et Stuart Erwin.
En 1938, elle tient l'un des rôles principaux de la comédie musicale Sally, Irene and Mary de William A. Seiter aux côtés d'Alice Faye, Joan Davis, Tony Martin et Jimmy Durante. Ce film est le remake de la comédie Poupées de théâtre (Sally, Irene and Mary) d'Edmund Goulding réalisé en 1925. Elle est ensuite l'une des trois sœurs Charters dans la comédie Trois Souris aveugles (Three Blind Mice) de William A. Seiter et tombe amoureuse d'un millionnaire désabusé dans la comédie I'll Give a Million de Walter Lang.
En 1940, elle incarne Mary Todd Lincoln, la femme du président américain Abraham Lincoln joué par Henry Fonda dans le film biographique Vers sa destinée (Young Mr. Lincoln) de John Ford. Pour Eugene Forde, elle joue le rôle d'une reporter dans le fim policier Man at Large. Dans les années 1940, elle joue également dans deux films de la série policière consacré au détective sino-américain Charlie Chan incarné par Sidney Toler et dans trois films d'une autre série policière consacré au détective américain Mike Shayne incarné par Lloyd Nolan. En 1944, elle participe au sérial en treize épisodes The Great Alaskan Mystery de Lewis D. Collins et Ray Taylor puis interprète en 1945 une détective face à Robert Lowery dans la comédie policière Fashion Model de William Beaudine.
Elle obtient ensuite quelques rôles secondaires et apparaît comme invitée dans trois épisodes de séries télévisées, avant de se retirer définitivement en 1956. 
Elle décède en 1994 à Austin au Texas à l'âge de 81 ans.

## Filmographie

### Au cinéma
- 1936 : Courrier de Chine (China Clipper) de Ray Enright
- 1936 : King of Burlesque de Sidney Lanfield
- 1936 : Here Comes Carter de William Clemens
- 1936 : Une fièvre de cheval (Polo Joe) de William Clemens
- 1936 : En parade (Gold Diggers of 1937) de Lloyd Bacon et Busby Berkeley
- 1937 : Sur l'avenue (On the Avenue) de Roy Del Ruth
- 1937 : Melody for Two de Louis King
- 1937 : Sa dernière chance (This Is My Affair) de William A. Seiter
- 1937 : Big Business de Frank R. Strayer
- 1937 : The Californian de Gus Meins
- 1937 : Hot Water de Frank R. Strayer
- 1937 : Life Begins in College de William A. Seiter
- 1937 : Nuits d'Arabie (Ali Baba goes to Town) de David Butler
- 1937 : J'ai deux maris (Second honeymoon) de Walter Lang
- 1938 : Sally, Irene and Mary de William A. Seiter
- 1938 : Les Pirates du micro (Kentucky Moonshine) de David Butler
- 1938 : Trois Souris aveugles (Three Blind Mice) de William A. Seiter
- 1938 : Pour un million (I'll Give a Million) de Walter Lang
- 1938 : Hold That Co-ed de George Marshall
- 1939 : Vers sa destinée (Young Mr. Lincoln) de John Ford
- 1939 : Chicken Wagon Family de Herbert I. Leeds
- 1939 : The Honeymoon's Over d'Eugene Forde
- 1939 : Cisco Kid et la mine d’or (The Cisco Kid and the Lady) de Herbert I. Leeds
- 1939 : Shooting High d'Alfred E. Green
- 1939 : La Croisière meurtrière (Charlie Chan's Murder Cruise) d'Eugene Forde
- 1940 : Maryland d'Henry King
- 1940 : Murder Over New York d'Harry Lachman
- 1940 : Michael Shayne, Private Detective d'Eugene Forde
- 1941 : Murder Among Friends de Ray McCarey
- 1941 : For Beauty's Sake de Shepard Traube
- 1941 : Man at Large d'Eugene Forde
- 1942 : The Man Who Wouldn't Die d'Herbert I. Leeds
- 1942 : The Mad Martindales d'Alfred L. Werker
- 1942 : Le Témoin disparu (Just Off Broadway) de Herbert I. Leeds
- 1943 : Let's Face It de Sidney Lanfield
- 1944 : You Can't Ration Love de Lester Fuller
- 1944 : The Great Alaskan Mystery de Lewis D. Collins et Ray Taylor
- 1944 : Pardon My Rhythm de Felix E. Feist
- 1944 : Shadow of Suspicion de William Beaudine
- 1945 : Leave It to Blondie d'Abby Berlin (en)
- 1945 : Fashion Model de William Beaudine
- 1945 : Hollywood Victory Caravan de William D. Russell
- 1952 : Cinq Mariages à l'essai (We're Not Married!) d'Edmund Goulding

### A la télévision
- 1952 : Big Town, épisode Baby Sitter
- 1952 : Boston Blackie, épisode 101 Blonde
- 1956 : Ethel Barrymore Theatre, épisode Mimsel's Man